# Férfi 1500 méteres gyorsúszás az 1974-es úszó-Európa-bajnokságon
Az 1974-es úszó-Európa-bajnokságon a férfi 1500 méteres gyorsúszás versenyeit augusztus 24-én és 25-én tartották. A versenyszámban 21-en indultak. A győztes az NDK-beli Frank Pfütze lett, aki a döntőben Európa-csúcsot úszott 800 (8:32,87) és 1500 méteren is. A magyar induló Tóth Csaba a 4., Varga József a 7. helyen végzett. Tóth az előfutamban és a döntőben is országos csúcsot teljesített.

## Rekordok
|              | Név             | Nemzet     | Idő      | Helyszín | Dátum               |
| ------------ | --------------- | ---------- | -------- | -------- | ------------------- |
| Világcsúcs   | Stephen Holland | Ausztrália | 15:31,85 | Belgrád  | 1973. szeptember 8. |
| Európa-csúcs | Bengt Gingsjö   | Svédország | 16:06,10 | Belgrád  | 1973. szeptember 8. |

A versenyen új rekord született:
| Európa-bajnoki csúcs | selejtező | Igor Jevgrafov | Szovjetunió  | 16:17,19 | Bécs, Ausztria | augusztus 24. |
| Európa-bajnoki csúcs | selejtező | Tóth Csaba     | Magyarország | 16:16,62 | Bécs, Ausztria | augusztus 24. |
| Európa-csúcs         | döntő     | Frank Pfütze   | NDK          | 15:54,14 | Bécs, Ausztria | augusztus 25. |

## Eredmények
A rövidítések jelentése a következő:
| - Q: továbbjutás időeredmény alapján - ECR: Európa-bajnoki rekord | - WR: világ rekord - ER: Európa-rekord | - NR: országos rekord |

### Selejtezők
| Helyezés | Futam | Név                   | Nemzet             | Idő      | Megj.      |
| -------- | ----- | --------------------- | ------------------ | -------- | ---------- |
| 1        | 2     | Tóth Csaba            | Magyarország       | 16:16,62 | Q, ECR, NR |
| 2        | 1     | Igor Jevgrafov        | Szovjetunió        | 16:17,19 | Q, ECR     |
| 3        | 2     | Frank Pfütze          | NDK                | 16:19,82 | Q          |
| 4        | 3     | Bengt Gingsjö         | Svédország         | 16:20,18 | Q          |
| 5        | 3     | James Carter          | Egyesült Királyság | 16:20,64 | Q          |
| 6        | 1     | Varga József          | Magyarország       | 16:29,15 | Q          |
| 7        | 1     | Henk Elzerman         | Hollandia          | 16:30,53 | Q          |
| 8        | 3     | Peter Petterson       | Svédország         | 16:31,82 | Q          |
| 9        | 2     | Valentyin Parinov     | Szovjetunió        | 16:32,68 |            |
| 10       | 3     | Dirk Berger           | NDK                | 16:42,49 |            |
| 11       | 1     | José Bas              | Spanyolország      | 16:53,33 |            |
| 12       | 1     | Marc Lazzaro          | Franciaország      | 16:54,03 |            |
| 13       | 2     | Ronald Woutering      | Hollandia          | 16:57,99 |            |
| 14       | 3     | Håkon Iversøn         | Norvégia           | 16:59,38 |            |
| 15       | 1     | Johan Van Steenberghe | Belgium            | 17:03,15 |            |
| 16       | 2     | Alan McClatchey       | Egyesült Királyság | 17:04,24 |            |
| 17       | 3     | Lorenzo Marugo        | Olaszország        | 17:06,62 |            |
| 18       | 1     | Kazimir Encsev        | Bulgária           | 17:10,20 |            |
| 19       | 2     | Kevin Williamson      | Írország           | 17:27,13 |            |
| 20       | 2     | Hans Reinisch         | Ausztria           | 17:49,03 |            |
| 21       | 3     | Friðrik Guðmundsson   | Izland             | 17:49,23 |            |

### Döntő
| Helyezés | Név             | Nemzetiség         | Idő      | Megj. |
| -------- | --------------- | ------------------ | -------- | ----- |
|          | Frank Pfütze    | NDK                | 15:54,17 | ER    |
|          | James Carter    | Egyesült Királyság | 15:54,78 |       |
|          | Igor Jevgrafov  | Szovjetunió        | 16:04,42 |       |
| 4        | Tóth Csaba      | Magyarország       | 16:08,97 | NR    |
| 5        | Bengt Gingsjö   | Svédország         | 16:12,71 |       |
| 6        | Peter Petterson | Svédország         | 16:19,51 |       |
| 7        | Varga József    | Magyarország       | 16:19,75 |       |
| 8        | Henk Elzerman   | Hollandia          | 16:44,31 |       |